# Isa Kremer
Isabelle Jakovljevna Kremer, skraćeno Isa Kremer (Bălți, 21. listopada 1887. – Córdoba, 7. srpnja 1956.), moldavska sopranistica rusko-židovskog podrijetla, poznatija pod nadimkom "Narodna diva".
Još kao mlada djevojka postala je zapažena po svojim revolucionarnim pjesničkim radovima objavjlivanim u novinama u Odesi. Opernu karijeru započela je u Europi početkom 1920-ih, a odlaskom u Sjedinjene Države 1924. posvećuje se solističkoj karijeri i izvođenju recitala. Posljednje godine života provela je u Argentini, gdje 1956. u Córdobi umire od raka želudca.
Kao recitalist izvodila je i folklornu glazbu koja je obuhvaćala repertoar na 24 jezika. Prva je žena koja je izvodila Klezmer i glazbu na jidišu. Osim recitala, nastupala je i u brojnim vodviljima.